# Stilheden
Stilheden er en svensk dramafilm fra 1963 skrevet og instrueret af Ingmar Bergman. Filmen har Ingrid Thulin og Gunnel Lindblom i hovedrollerne og er den tredje i en serie af tematisk beslægtede film, Som i et spejl (1961) og Lys i mørket (1963).
Bergman blev inspireret til at lave filmen på baggrund af sine rejser rundt i Europa efter 2. verdenskrig. Mod filmskabernes forventninger blev filmen en succes og blev kendt for sin ærlige skildring af seksualitet. Den vandt tre priser ved den første Guldbagge-prisuddeling i 1964 for henholdsvis bedste film, bedste instruktør (Bergman) og bedste kvindelige hovedrolle (Thulin).

## Handling
Esther og Anna overnatter på et hotel. Esther nærer en lesbisk kærlighed over for Anna, der frastødes da hun selv er stærkt erotisk over for alt hankøn. Efter et forhold til en bartender, rejser Anna videre med sin søn.

## Medvirkende (i udvalg)
- Ingrid Thulin som Esther
- Gunnel Lindblom som Anna
- Jörgen Lindström som Johan, Annas søn
- Birger Malmsten som bartender
- Lissi Alandh som kvinde i varietéshow